# Сузан Кахраманер
Сузан Кахраманер (21 травня 1913, Ускюдар — 22 лютого 2006, Стамбул) — одна з перших жінок-математиків Туреччини.

## Біографія
Народилася Сюзан Кахраманер в Ускюдарі, районі провінції Стамбул у сім'ї Ріфкі Османа та Хюзеєн Ханім. Батько за професією був хірургом.
Син Сузан Кахраманер, Ріфкі Кахраманер, а також його дружина Ясемін Кахраманер, стали професорами з математики, а їхній син Деніз Кахраманер здобув ступінь бакалавра з електротехніки у Стенфордському університеті.

### Навчання
Навчалася в початковій школі Мода Нумен Інас (тур. Moda Numüne İnas). Середню освіту здобула в Нотр Дам Де Сіон у 1924 році, а у 1934 році здобула ступінь бакалавра. Потім вступила до Дарульфунюну, закладу вищої освіти в Османській імперії, але після реформи він був приєднаний до Стамбульського університету. У 1939 році закінчила аспірантуру Стамбульського університету на математико-астрономічному факультеті. Згодом почала написання докторської роботи під керуванням Керіма Еріма, першого математика Туреччини, який мав докторський ступінь.

### Кар'єра
У 1943 році працювала асистентом вчителя в середній школі для дівчаток у Чамлиці. Цього року розпочала роботу на математичному факультеті Стамбульського університету, на посаді асистента з питань вивчення аналізу II курсів. Того ж року була присутня Міжнародний конгрес математиків в Единбурзі. 1959—1960 рр. — працювала в Цюрихському університеті. 1966 р. була запрошена на колегіум Рольфа Неванлінна. Цього ж року в серпні вступила до Міжнародного конгресу математиків у Москві. З метою завершити дисертацію на здобуття наукового ступеня у вересні та жовтні працювала в Гельсінському університеті. 1968 року отримала звання професора. Сузан Кахраманер була науковим керівником Ахмета Дернека, Рифки Кахрамандера і Яшара Полатоглу. Проводила наукові дослідження в університетах Гельсінкі, Стенфорда, Цюриха, Лондона, Парижа.
Сьюзан Кахраманер померла 2 лютого 2006 року.

## Зображення

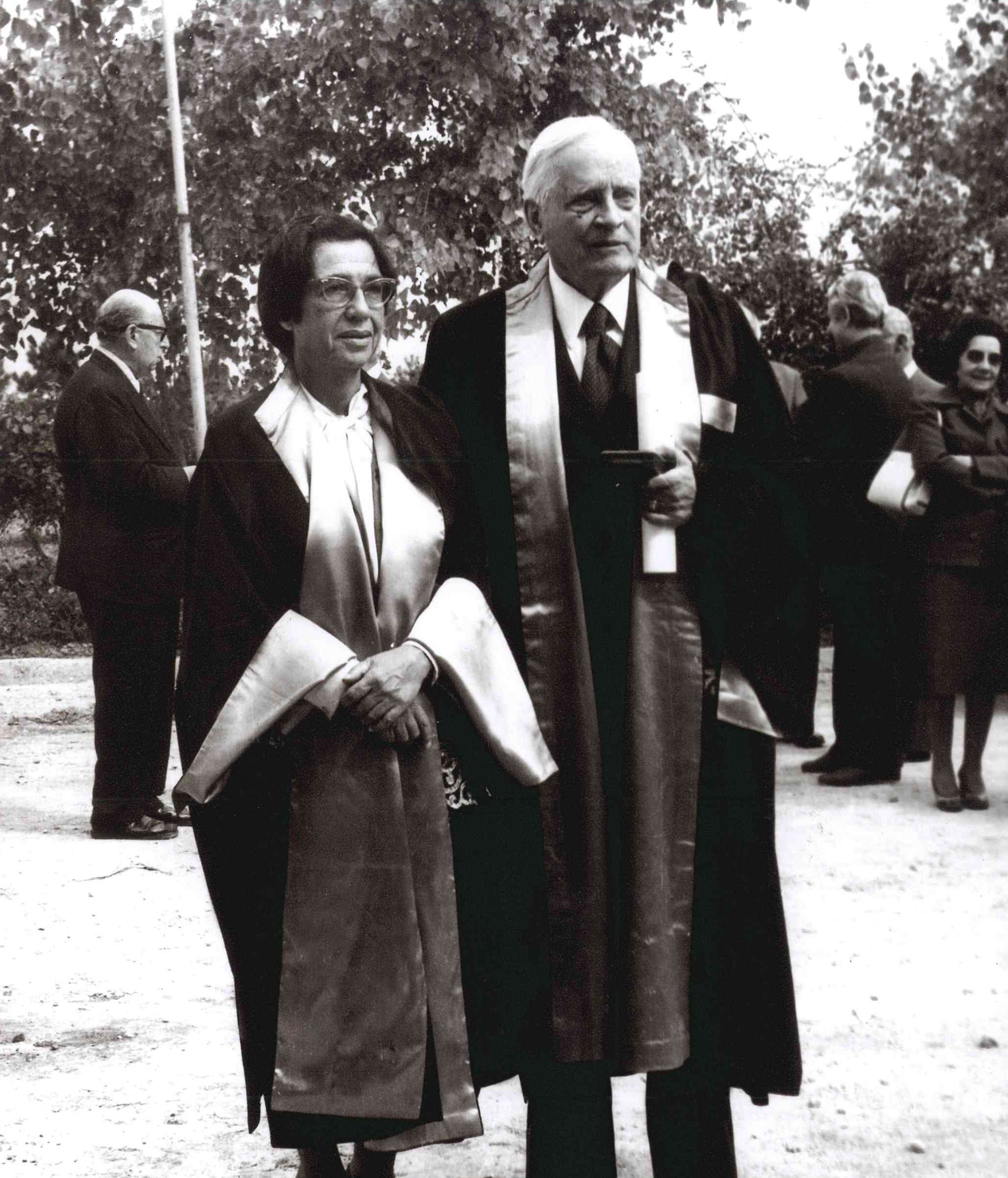
Сюзан Кахраманер та Рольф Неванлінна
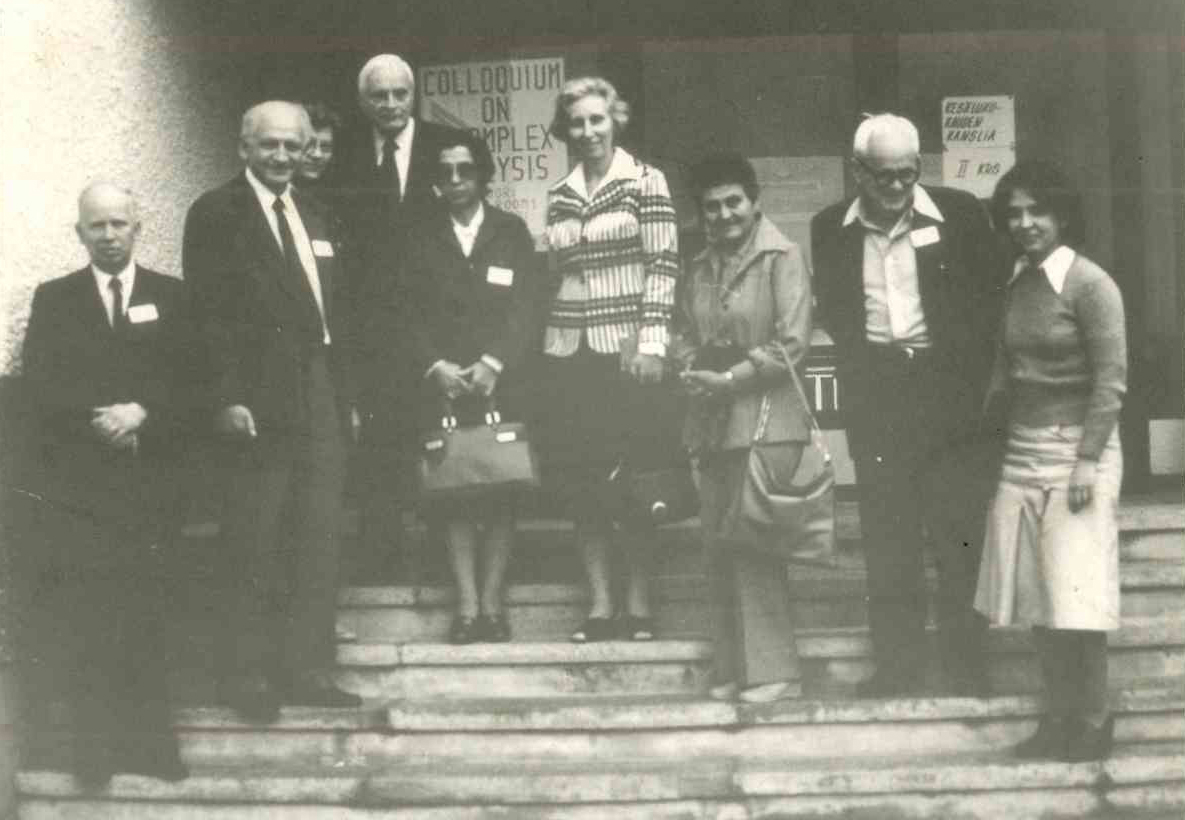
Сюзан Кахраманер з працівниками